# Polaris RZR
Pour les articles homonymes, voir Polaris.
Le Polaris RZR (prononcé « razor » [rasoir]) est un buggy ou side-by-side UTV sport produit par Polaris Industries. Lors de son lancement en 2007 en tant que modèle 2008, il était officiellement connu sous le nom de Ranger RZR, car il était commercialisé comme un sous-modèle du Ranger plus grand et axé sur le travail. Au fur et à mesure que le RZR gagnait en popularité, Polaris a finalement abandonné la désignation Ranger et a positionné le RZR comme un modèle autonome.

## Histoire
L'entreprise espagnole NTGS l'a transformé en mortier automoteur en y intégrant le support de mortier de 120 ou 81 mm Alakran. Les forces spéciales « Terre » de l'armée française en sont équipée, au nombre de huit, pourvu du mortier LLR 81 mm de Thales.

## RZR aux Etats-Unis

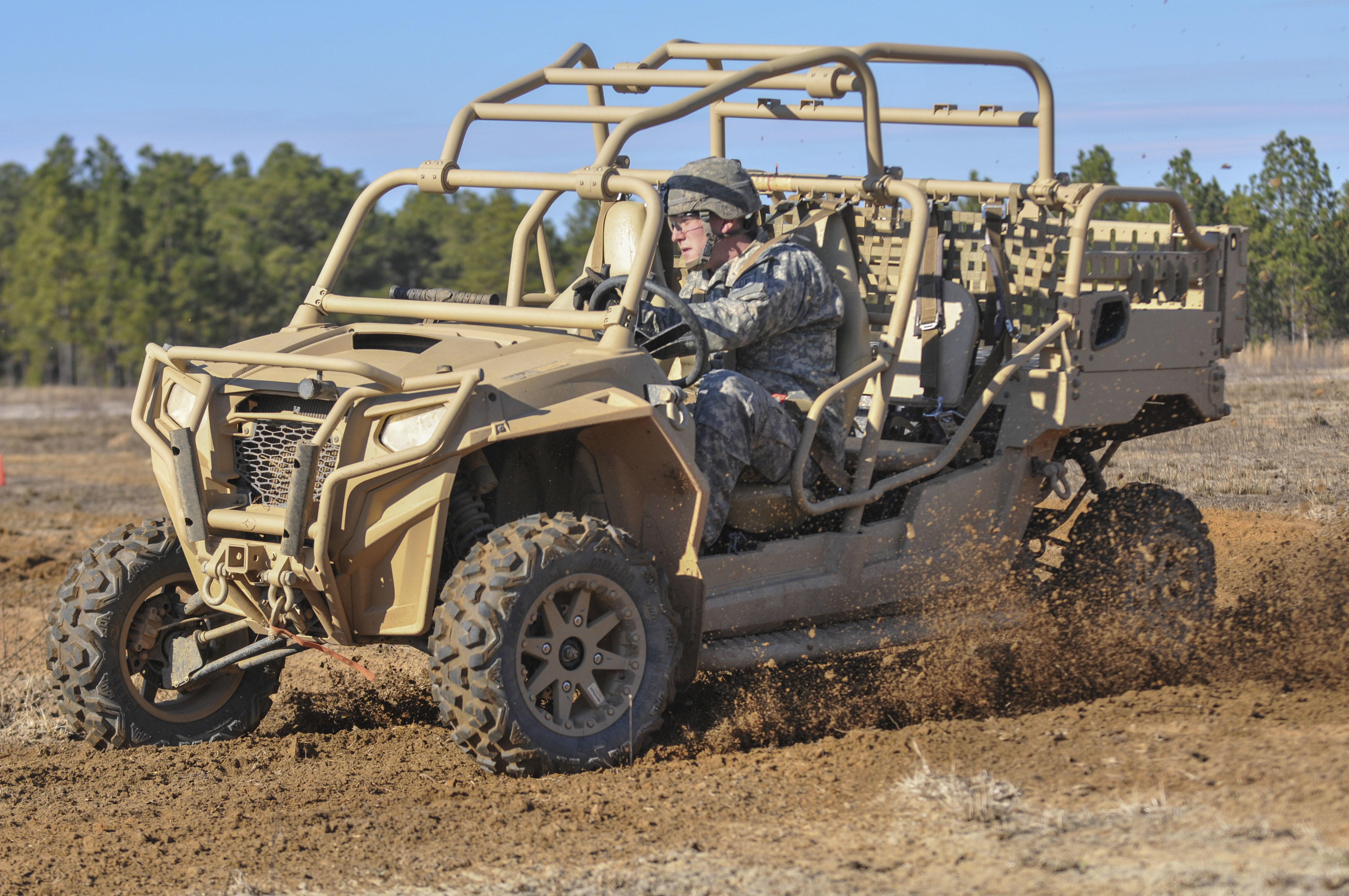
LT-ATV variante du MRZR-4, version militaire

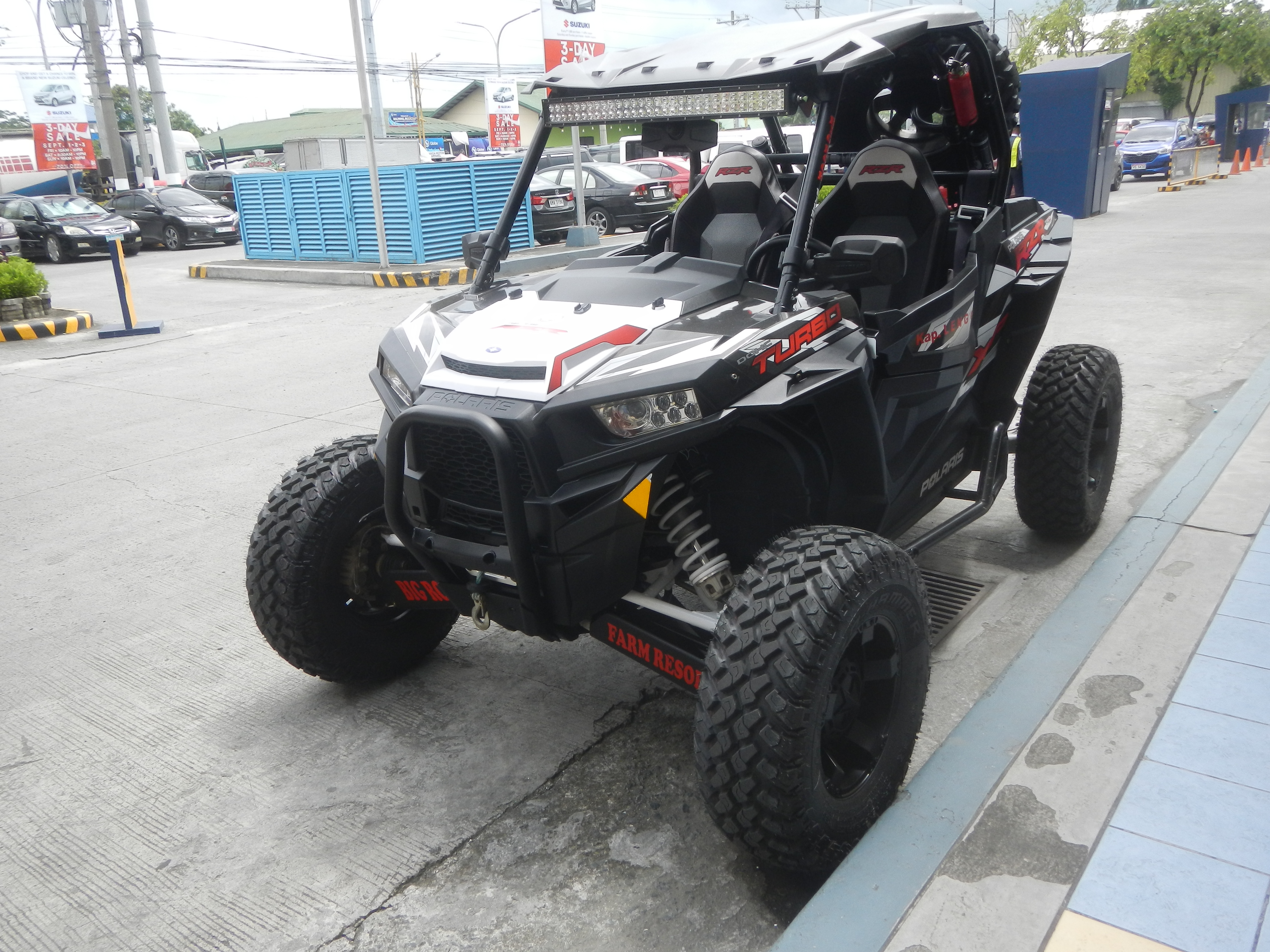
Polaris RZR XP Turbo ProStar, version civile

Modèles civils:
- RZR 170
- RZR 570
- RZR 800
- RZR S 800
- RZR 900
- RZR S 900
- RZR XP 900
- RZR S 1000
- RZR XP 1000
- RZR XP Turbo
- RZR XP Turbo S
- RZR RS1
- RZR Turbo R
- RZR Pro R[2]

Modèles militaires:
- MRZR-2
- MRZR-4
- MRZR-D2
- MRZR-D4

## Données techniques

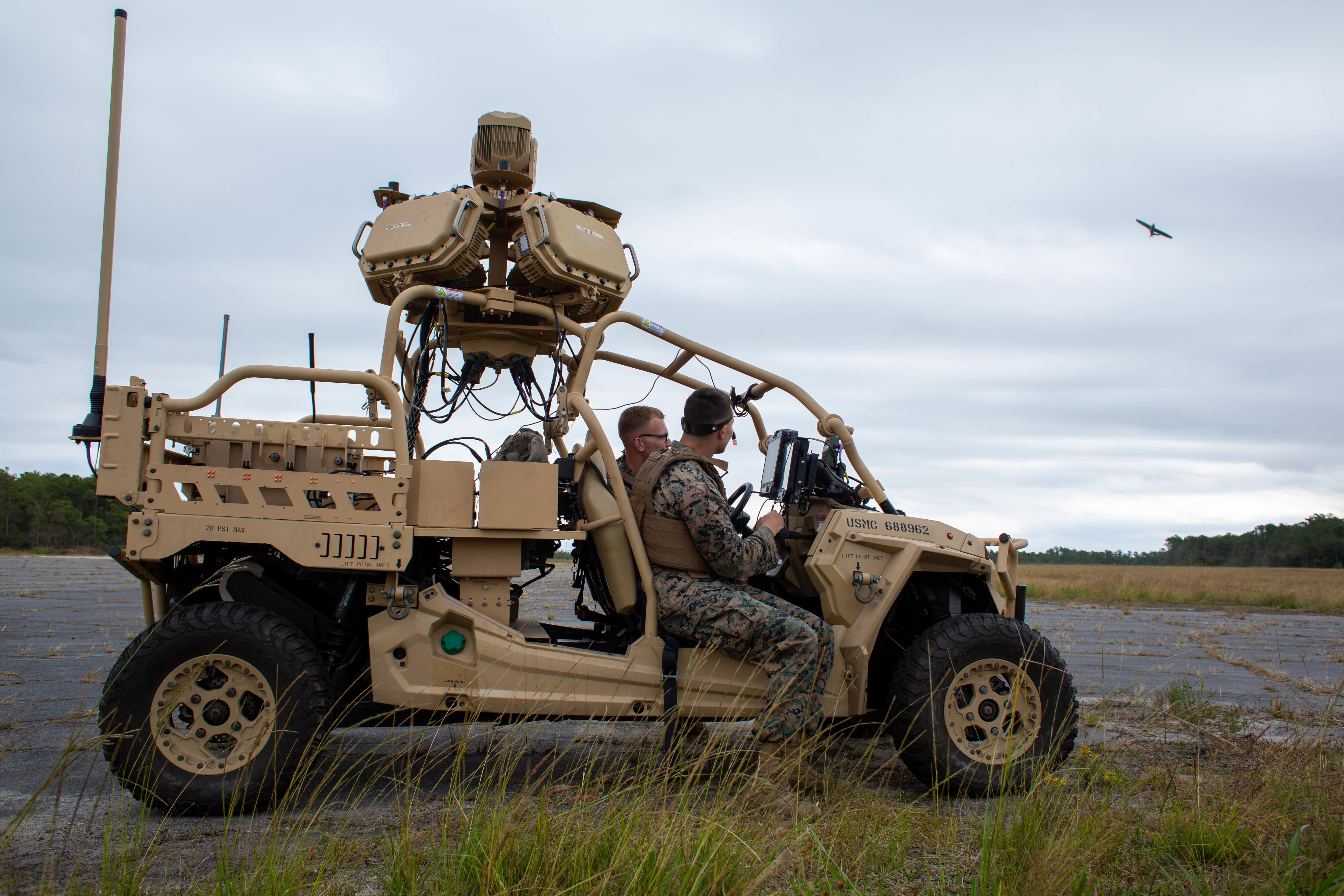
Light-Marine Air Defense Integrated System (L-MADIS)

|                      | RZR 570    | RZR 800    | RZR S 800  | RZR XP 900 | RZR XP 1000 | RZR S 900 | RZR S 1000 | RZR XP Turbo | RZR XP Turbo S | RZR PRO XP | RZR Turbo R | RZR Pro R  |
| -------------------- | ---------- | ---------- | ---------- | ---------- | ----------- | --------- | ---------- | ------------ | -------------- | ---------- | ----------- | ---------- |
| Année de lancement   | 2012       | 2008       | 2009       | 2011       | 2014        | 2015      | 2016       | 2016         | 2018           | 2020       | 2022        | 2022       |
| Puissance (CV)       | 45         | 52         | 56         | 88/96      | 107         | 75        | 100        | 144          | 168            | 181        | 181         | 225        |
| Cylindrée (cc)       | 567        | 760        | 760        | 875        | 999         | 875       | 999        | 925          | 925            | 925        | 925         | 1997       |
| Largeur inches       | 50         | 50         | 60         | 64         | 64          | 60        | 60         | 64           | 72             | 64         | 74          | 74         |
| Roues                | 77         | 77         | 77         | 81.4       | 90          | 79        | 79         | 90           | 90             | 96         | 96          | 104.5      |
| Longueur inches      | 107.5      | 102        | 106        | 108        | 119         | 105       | 106        | 119          | 122            | 126        | 128         | 136.5      |
| Garde au sol inches  | 10         | 10         | 12         | 13         | 13.5        | 11        | 12.5       | 13.5         | 16             | 14.5       | 16          | 16         |
| Taille pneus avant   | 25 x 8-12  | 25 x 8-12  | 26 x 9-12  | 27 x 9-12  | 29 x 9-14   | 26 x 8-12 | 27 x 9-12  | 29 x 9-14    | 32 x 10-15     | 30 x 10-14 | 32 x 10-15  | 32 x 10-15 |
| Taille pneus arrière | 25 x 10-12 | 25 x 10-12 | 26 x 12-12 | 27 x 11-12 | 29 x 11-14  | 26 x 9-12 | 27 x 11-12 | 29 x 11-14   | 32 x 10-15     | 30 x 10-14 | 32 x 10-15  | 32 x 10-15 |
| Front Wheel Travel   | 9          | 9          | 12         | 13.5       | 16          | 12.25     | 12.25      | 16           | 19             | 17         | 22.25       | 22.25      |
| Rear Wheel Travel    | 9.5        | 9.5        | 12         | 14         | 18          | 13.2      | 13.2       | 18           | 21             | 20         | 22.4        | 24.5       |
| Poids à vide (lbs.)  | 970        | 945        | 1,000      | 1,190      | 1,379       | 1,148     | 1,235      | 1,495        | 1,751          | 1,759      | 1,943       | 2,085      |

## Opérateurs militaires
Argentine
- Argentine Army

 France

Opérateurs militaires du Polaris RZR, il manque l'Espagne et la France

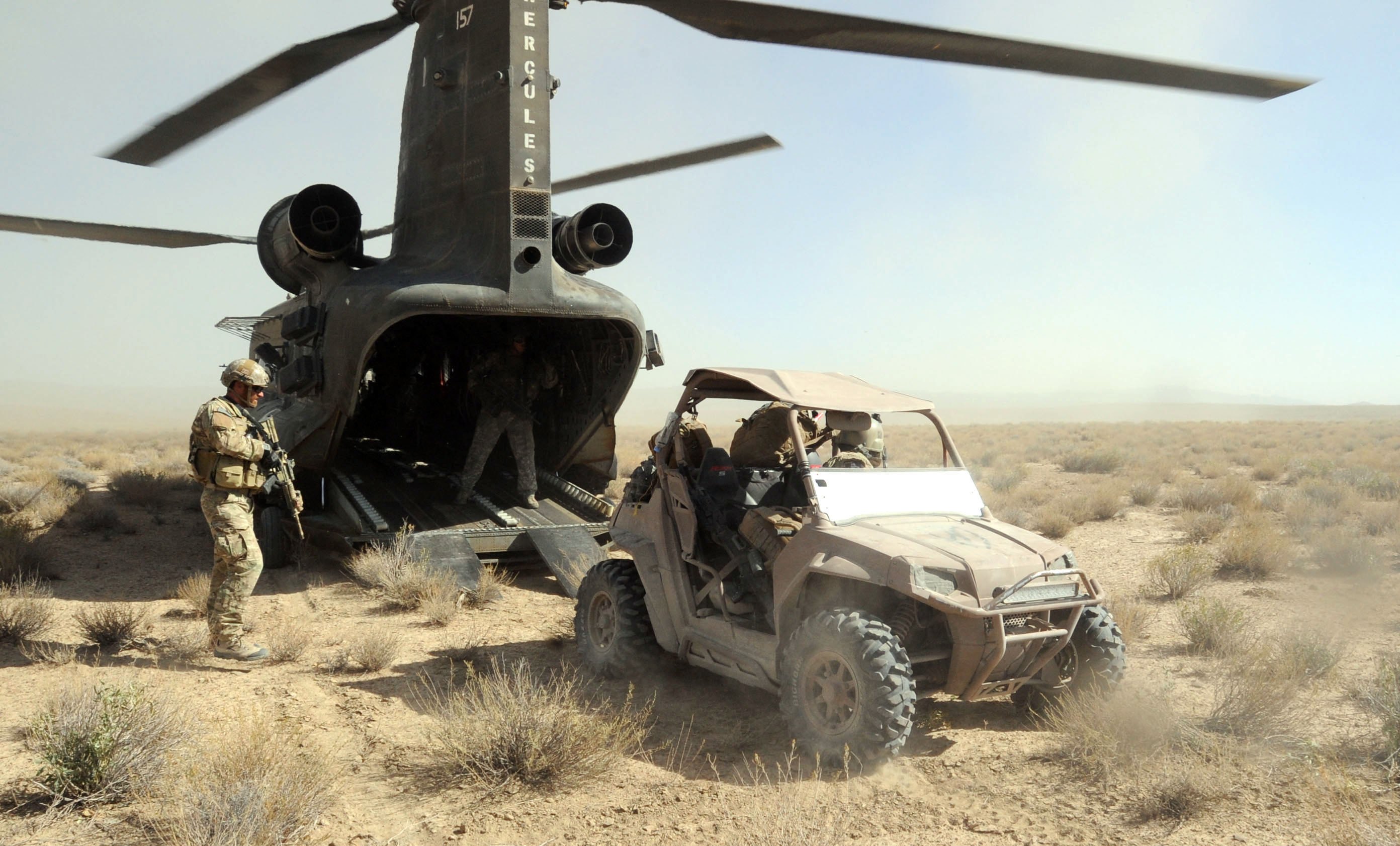
Aérotransportable, comme ici en Chinook

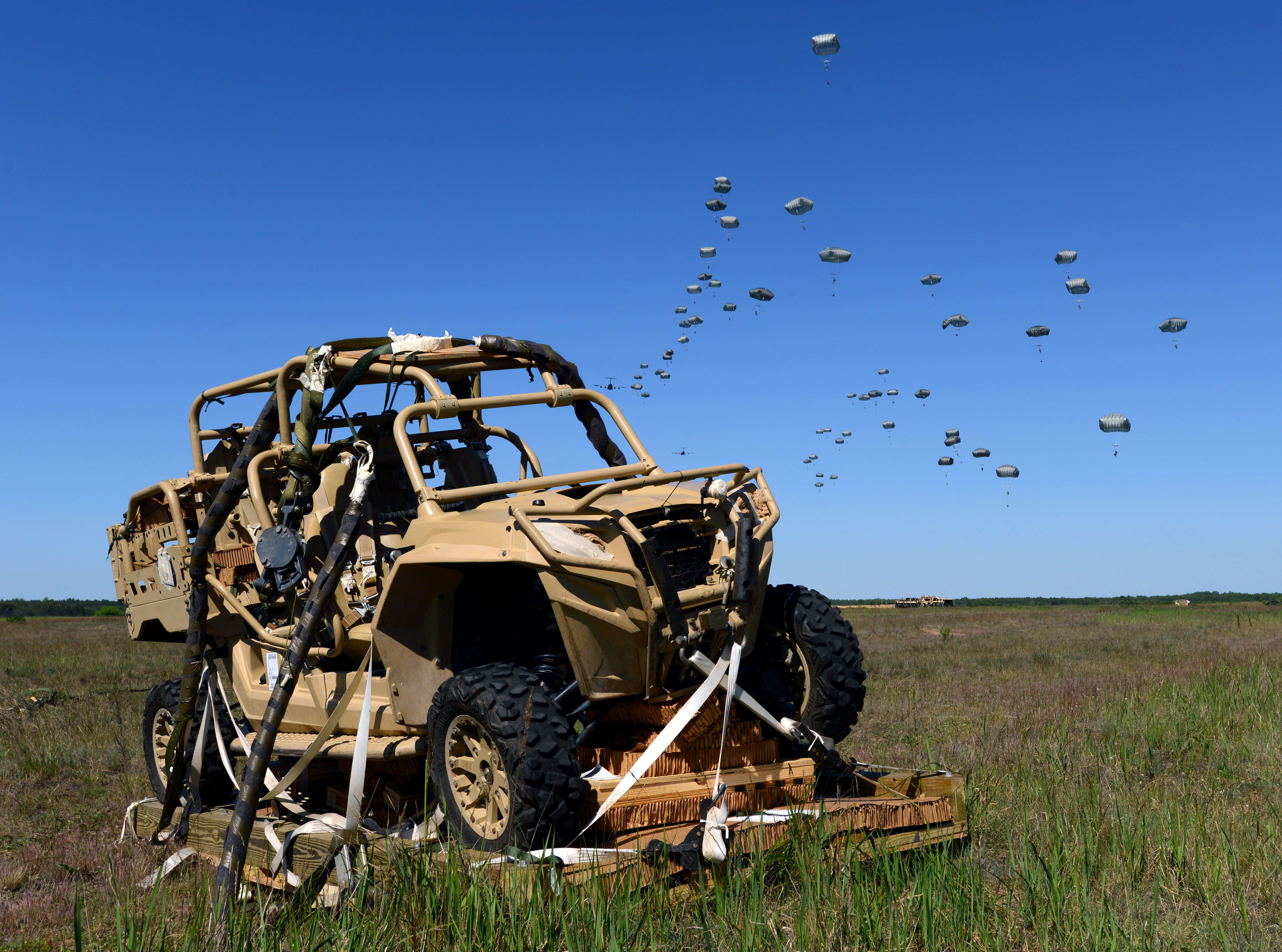
Aérolargable

- Armée française - Commandement des opérations spéciales (COS)

 Inde
- Indian Army[3],[4]

 Nouvelle-Zélande
- New Zealand Army[5]

 Portugal
- National Republican Guard (Emergency Protection and Relief Unit)[6]
- Portuguese Army (Special Operations Troops Centre)[7]

 Turkménistan
- Armed Forces of Turkmenistan[8]

 Royaume-Uni
- Royal Marines
- United Kingdom Special Forces

 États-Unis
- United States Special Operations Command
- United States Marine Corps

 Espagne
- Dès 2021-2022 au sein du Commandement des opérations spéciales (Espagne)[9] où il est aérotransportable en NH-90.

## Véhicules comparables
- M274, plate-forme motorisée plutôt que véhicule
- Falcata (véhicule)
- Neton
- Haflinger (véhicule)